# Klavdiya Mayuchaya
Klavdiya Iakovlevna Mayuchaya (née Lapteva, en russe : Клавдия Яковлевна Маючая-Лаптева ; née le 15 mai 1918 - morte le 14 octobre 1989) est une athlète soviétique, spécialiste du lancer du javelot. 

## Biographie
Klavdiya Mayuchaya remporte le concours du lancer du javelot aux Championnats d'Europe de 1946 avec un jet à 46,25 m. Elle devance la Soviétique Lyudmila Anokhina et la Néerlandaise Johanna Koning.
Elle est la première femme à franchir la limite des 50 mètres, avec un lancer à 50,32 m réalisé à Moscou en 1947.

### Palmarès
| Date | Compétition           | Lieu | Résultat | Performance |
| ---- | --------------------- | ---- | -------- | ----------- |
| 1946 | Championnats d'Europe | Oslo | 1re      | 46,25 m     |

### Records
| Épreuve           | Performance | Lieu   | Date              |
| ----------------- | ----------- | ------ | ----------------- |
| Lancer du javelot | 50,32 m     | Moscou | 23 septembre 1947 |